# قورباغه زهرآگین آبی
قورباغه زهرآگین آبی یا قورباغه تیر سمی آبی (به انگلیسی: Blue poison dart frog) نوعی قورباغه زهرآگین است که در جنگل‌های سیپالی‌وینی ساوانا، در جنوب سورینام و شمال به مرکز برزیل یافت شده‌است. این جاندار در هند با نام محلی اوکوپی‌پی (Okopipi) شناخته می‌شود. نام گونه‌ای این جاندار از رنگ نیلی پوستش در زبان انگلیسی گرفته شده‌است.

## رفتار
محل زندگی این جاندار خشکی است اما در مناطقی که منابع آب وجود دارد باقی می‌ماند. این قورباغه بیشتر زمان بیداری خود را در طول روز، به جهش‌های کوتاه اختصاص می‌دهد. آن‌ها بسیار زمینی و تهاجمی هستند و به هم‌نوعان خود و گونه‌های دیگر حمله می‌کنند. به منظور دفع مزاحمان، از سلسله اصوات، تعقیب مزاحم و مبارزه که معمولاً با هم‌جنس خود رخ می‌دهد، بهره می‌گیرند.

## تولید مثل
تولیدمثل قورباغه‌های نیزه سمی به صورت فصلی است و معمولاً در ماه‌های فوریه یا مارس در هنگام باران اقدام به تولیدمثل می‌کنند. برای جفت‌گیری، نرها بر روی سنگی که در زیر آن ماده‌ها قرار دارند می‌نشینند و اصوات آرام ایجاد می‌کنند. سپس ماده‌ها با یکی از نرها به نزاع می‌پردازند. جانور نر ماده را به یک مکان آبی و آرام می‌برد و همان‌جا مکان تخم‌ریزی می‌شود.

## رژیم غذایی
تغذیه اصلی این جاندار حشرات هستند که شامل مورچه، مگس، عنکبوت و کرم ابریشم است. این جانور در درجه اول حشره‌خوار است اما گاهی از بندپایان نیز تغذیه می‌کند. همچنین مادر برای تغذیه فرزندانش، تخم‌های بارور نشده را فراهم می‌کند.

## نگارخانه

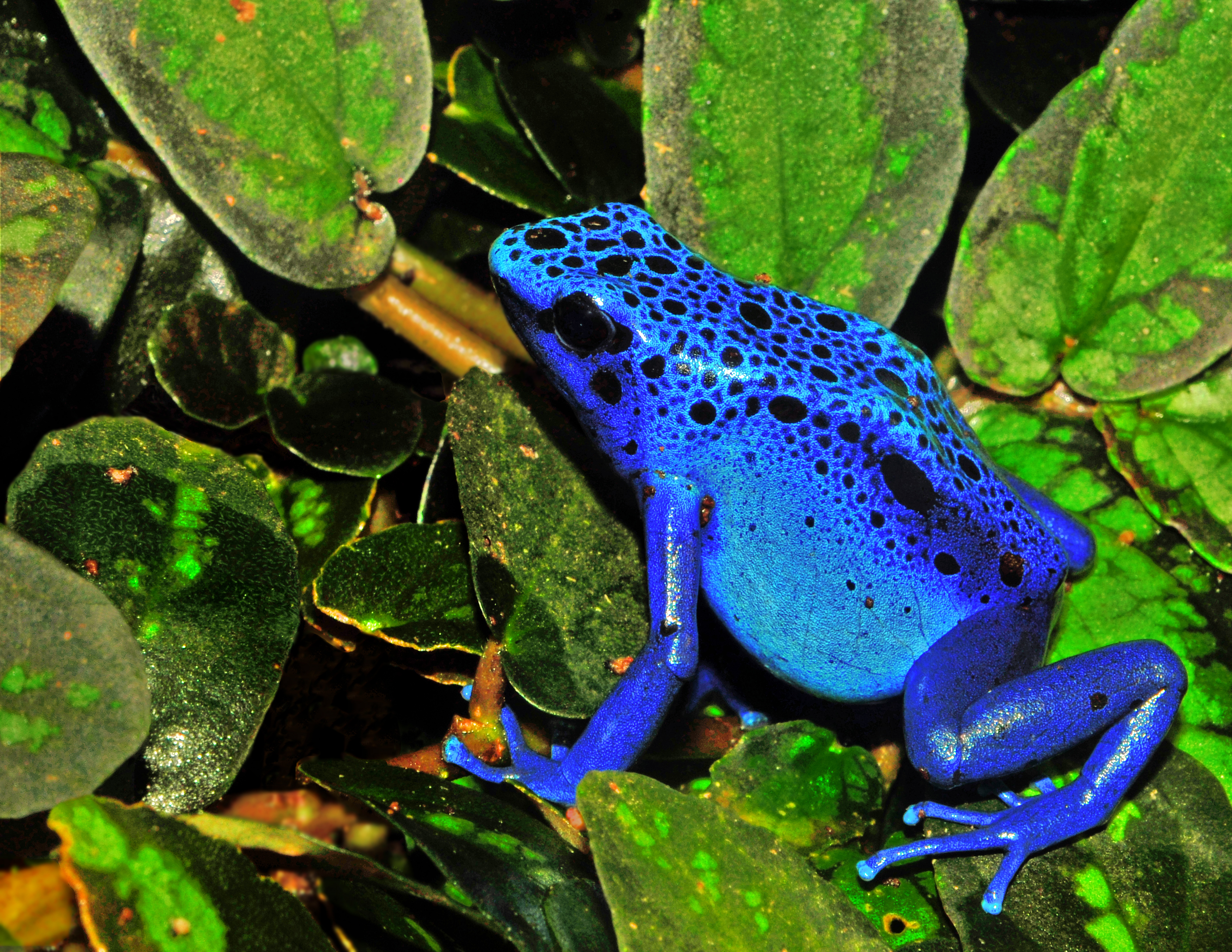